# Tulul adh-Dhahab
Tulul adh-Dhahab (in arabo: تلول الذهب; lett. "le colline d'oro") è un sito archeologico della Giordania. Il sito presenta due tell vicini, separati dal fiume Zarqa (il biblico fiume Jabbok), un affluente del fiume Giordano.  I due tell sono comunemente identificati con le antiche città israelite di Mahanaim e Penuel, menzionate nella Bibbia ebraica.
La parte occidentale del tell gemello fu popolata almeno dalla tarda età del bronzo alla tarda antichità, forse a partire dal Neolitico. Il sito fu abbandonato dopo il crollo degli antichi edifici probabilmente a causa di un terremoto in epoca tardoantica. Come forse evidenzia il nome in arabo, alcune parti della collina occidentale rimasero gravemente danneggiate a seguito di saccheggi.

## Posizione
Le doppie colline (da cui il plurale 'Tulūl', proprio: duale 'Tellan' piuttosto che il singolare 'Tell') sono situate nella valle del fiume Zarqa all'apertura del Wadi Hajjaj meridionale. Le due colline gemelle, entrambe recanti rovine, si trovano entrambe a circa 120 m sopra il letto del fiume e deviano il corso del Zarqa intorno a sé.
Il più grande e occidentale dei tell gemelli (Tell edh-Dhahab al-Gharbi) si trova sul lato nord del meandro a forma di U del fiume Zarqa. Il tumulo orientale (Tell edh-Dhahab esh-Sharqi) è molto più piccolo.
Fino al XX secolo le colline gemelle ostruivano la strada verso la valle di Zarqa in direzione est. Gli antichi escursionisti dovevano evitare la strada nella valle di Zarqa e dirigersi verso il Wadi Hajjaj, la via più breve verso l'area di insediamento degli Ammoniti. Questo è il motivo per cui i Tulul adh-Dhahab ebbero un'elevata importanza strategica, fino alla costruzione della strada romana all'uscita di Wadi az-Zarqa nella Valle del Giordano vicino all'attuale villaggio di Abu Zighan.
6,5 chilometri a ovest di Tulul adh-Dhahab si trova il grande tell di Deir Alla, risalente all'età del bronzo e del ferro, comunemente identificato con la città biblica di Sukkot.

## Identificazione
Tulul adh-Dahab è identificato con diversi toponimi citati nelle fonti antiche.
Fino al 1970 i biblisti identificavano l'intero sito (o l'una o l'altra delle vette gemelle) con la città biblica di Penuel. Penuel è menzionata nel Libro della Genesi come il luogo della lotta di Giacobbe con l'angelo (Genesi 32:22–32). In 1 Re, è menzionata come capitale del regno di Geroboamo, che la fece fortificare (1 Re 12:25). Sulla base del racconto della Genesi, gli studiosi credevano che Penuel fosse il luogo di un santuario sacro e presumevano che su una delle vette ci fosse un tempio antecedente l'età del ferro I.

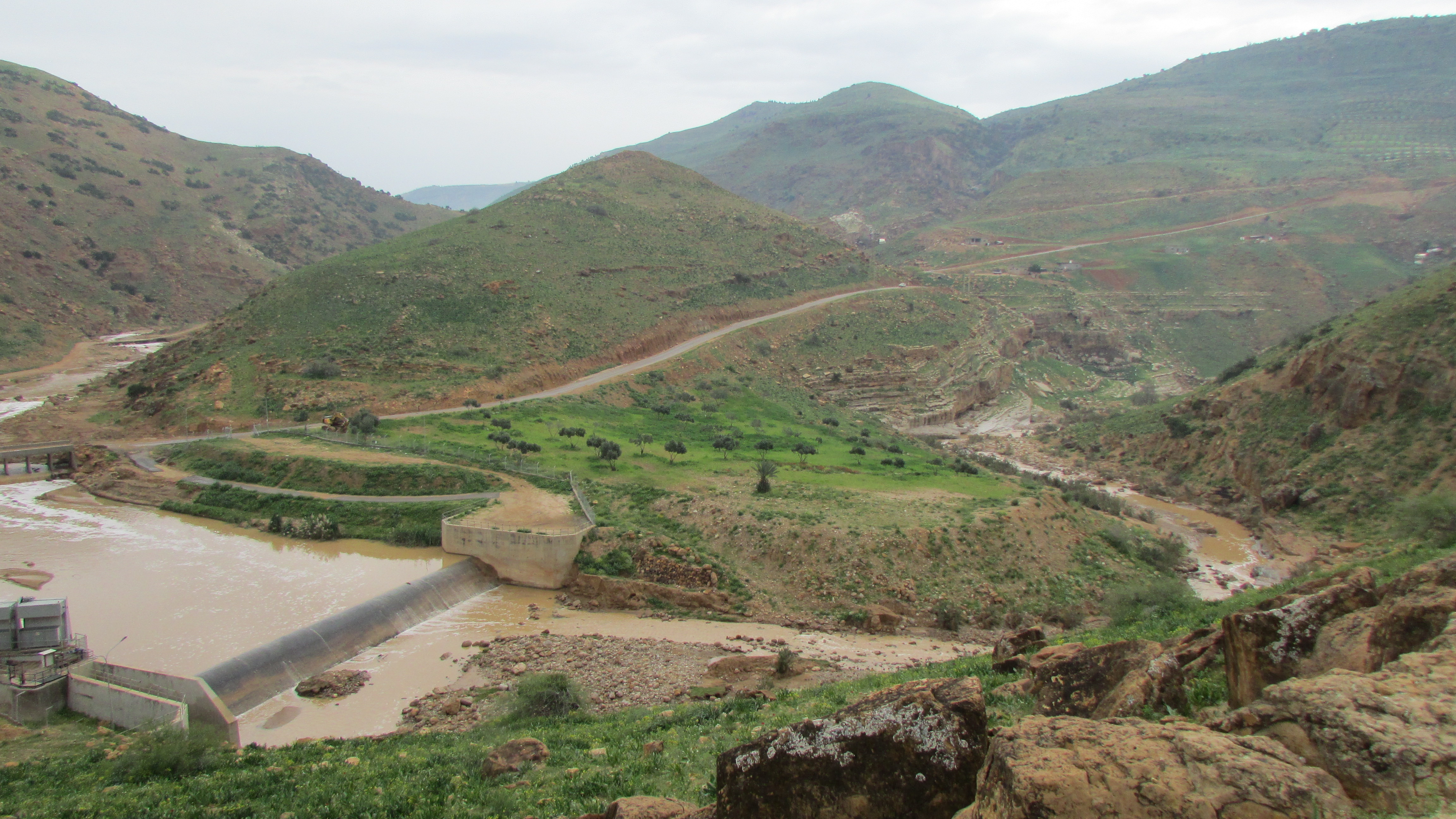
Il fiume Zarqa, il biblico fiume Jabbok, vicino al tumulo oriental

Dopo il 1970, la maggior parte degli studiosi biblici iniziò a identificare le due vette con la città biblica di Mahanaim. Durante i giorni del Regno Unito d'Israele, Mahanaim era una roccaforte che era stata adattata per fungere da santuario per importanti uomini in fuga. Dopo la morte del re Saul, Mahanaim fu il luogo dell’incoronazione di suo figlio Is-Boscheth. Mahanaim è anche il luogo nel quale trovò rifugio il re Davide durante la guerra con suo figlio Assalonne.
Mahanaim è menzionato per la prima volta come il luogo in cui Giacobbe ebbe una visione degli angeli (Genesi 32:2). Credendo che fosse "l'accampamento di Dio", Giacobbe chiama il luogo Mahanaim (in ebraico: מחנים, lett. "due campi").
Alcuni studiosi presero alla lettera la forma duale del nome e la associarono alle cime gemelle. Questi studiosi cercarono un luogo alternativo per Penuel. Secondo Genesi 32:22 , vicino a Penuel si trovava un guado attraverso la parte basse del fiume Jabbok. Il sito vicino al fiume Zarqa fu identificato cnTall al-Hamma East (32°11'32.0"N 35°38'48.0"E). Tuttavia, non tutti gli studiosi concordarono con l'interpretazione di Mahanaim come un duale.
Secondo l'archeologo israeliano Israel Finkelstein, le due colline sono due siti distinti che probabilmente presentavano nomi distinti durante l'antichità. Egli suggerì di identificare la collina occidentale (più grande) con Mahanaim e quella orientale con Penuel.
Autori del periodo ellenistico come Flavio Giuseppe proposero di identificare il sito con le città seleucide di Amathous ed Essa. Tuttavia, secondo gli scavi, l'ipotesi che Amathous si trovasse sulla collina occidentale non è molto probabile a causa di alcune discrepanze cronologiche.

## Scoperta e scavi
La ricerca della fine del XIX e del XX secolo fu confermata dalle descrizioni del Tulul adh-Dhahab di S. Merrill (1878, 1881), G. Gustav Dalman, C. Steuernagel e altri. M. North condusse un'indagine topografica nel 1955. Ma furono gli archeologi americani Robert L. Gordon e Linda E. Villiers a effettuare un'importante indagine negli anni 1980 e 1982. Pubblicarono la prima mappa delle rovine che erano ancora visibili a quella data.
Dal 2005, gli scavi annuali sono stati condotti nella collina occidentale da un team dell'Università di Dortmund, sotto la direzione del Prof. Dr. Thomas Pola, in collaborazione con il Dipartimento delle Antichità giordano. Dal 2006 un team dell'Università di Basilea si è unito agli scavi. Sono impegnati nella prospezione geomagnetica, nel rilievo tachimetrico 3D e nella produzione di fotografie aeree a distanza ravvicinata per scopi fotogrammetrici del sito. Oltre al lavoro di RL Gordon nel 1980/82, è ora disponibile per la prima volta una mappa dettagliata dell'intero sito di scavo in cui vengono misurati tutti i manufatti di superficie visibili.

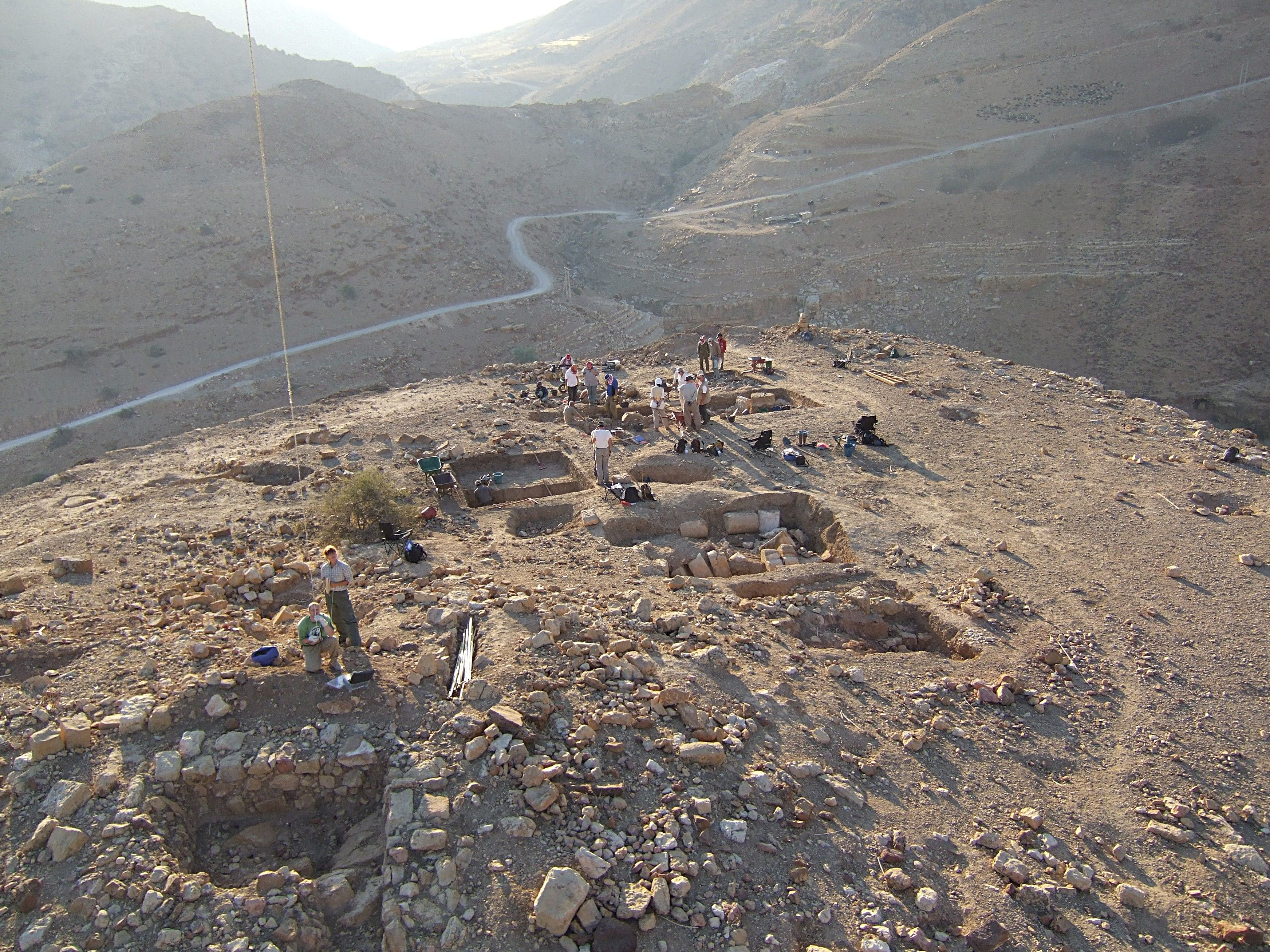
La campagna di scavo del 2008 all'alba.

## Reperti archeologici
Sui due terrazzi più alti della collina finora sono state rilevate archeologicamente tre fasi insediative.
Secondo la datazione al radiocarbonio, il primo insediamento risale al periodo dal 1300 al 970 a.C. (cioè dalla tarda età del bronzo all'età del ferro I); in relazione a periodi precedenti non sono stati trovati resti architettonici associabili, bensì strati e un'ampia varietà di reperti. Almeno un predecessore della cinta fortificata che circonda la Terrazza I e II è contemporaneo a questa prima fase. La calce scolpita presenta conci di roccia che furono incorporati nell'architettura successiva (II-III) come materiale da costruzione che potrebbero provenire da un edificio di culto o rappresentativo di questa prima fase o poco più tardi nel periodo dal 900 al 700 a.C.
I tre frammenti più grandi e interpretabili finora trovati mostrano la testa di un leone decorato, una donna o un bambino con una capra, e un'illustrazione stilisticamente simile di due imberbi, ciascuno con uno strumento davanti a sé che sormonta le loro teste considerevolmente, forse un'arpa. Secondo gli scavatori, l'iconografia di questi oggetti fa pensare che fossero utilizzati per un'attività cultuale . Ciò implica la possibilità che ci fosse un santuario sulla sommità della collina occidentale durante l'età del ferro II.

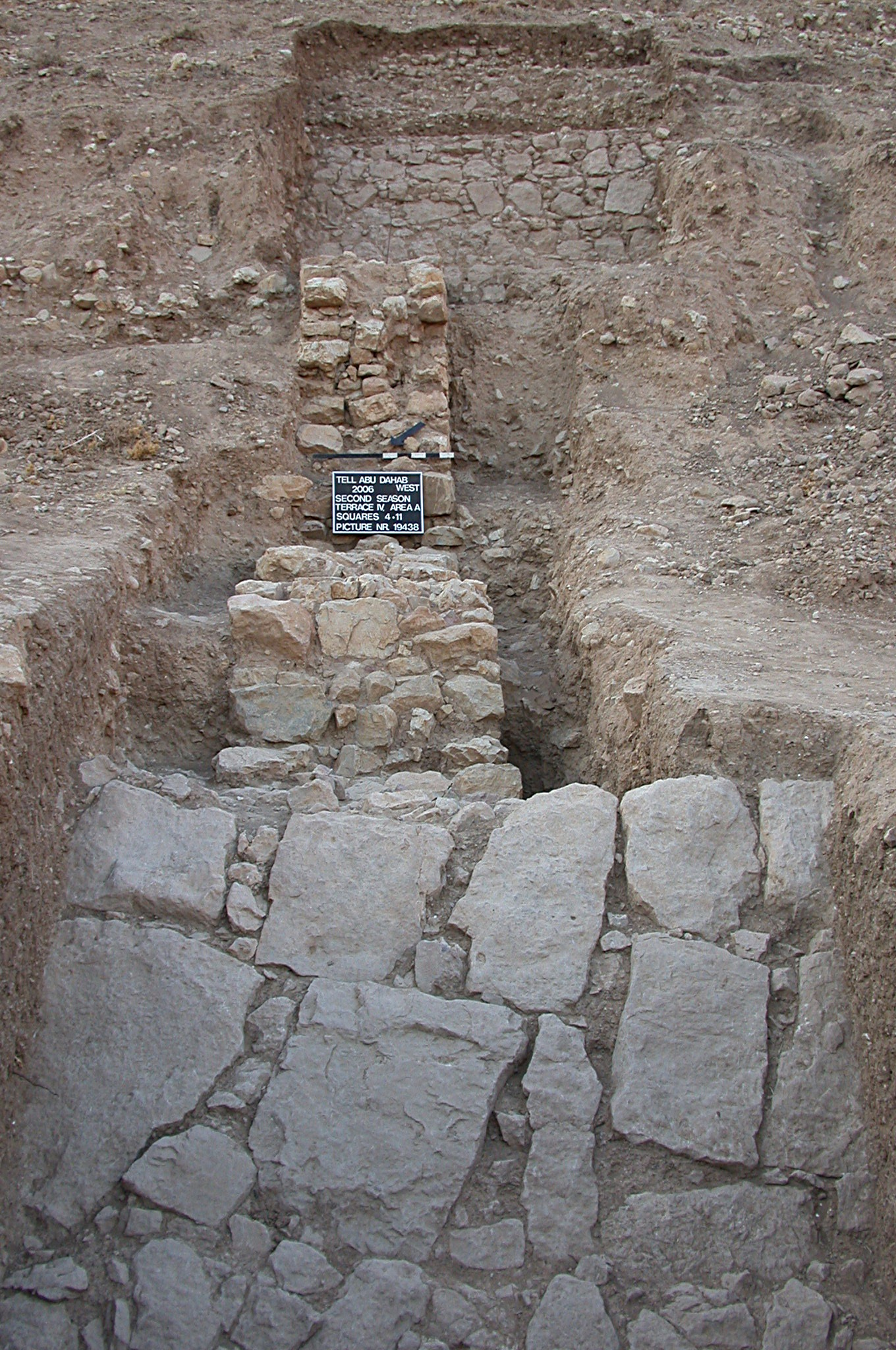
I bastioni nel tell occidentale.

Poche sezioni della terrazza superiore mostravano le fondamenta di edifici costruiti tra il 375 e il 175 a.C. (periodo achemenide ed ellenistico). La maggior parte di queste andarono distrutte durante la costruzione della fase più recente. Inoltre, alcuni frammenti di carbone isolati dalla terrazza più alta sono stati datati utilizzando il radiocarbonio al 1960–1750 v. Chr.
Sul pianoro più alto fu costruito un palazzo di circa 30x30 metri con due corti peristilili adiacenti, ciascuna di circa 15x15 metri e inclinate verso est. I frammenti dell'architettura di questo palazzo sono stilisticamente collocati nel periodo tardo ellenistico o durante i primi anni di regno di Erode il Grande (73-4 aC), Monete risalenti al XIV sec. confermano questo approccio temporale. Risultati dettagliati suggeriscono che alcune di queste architetture fossero edifici a due piani. mattoni di fango e calcare sono stati utilizzati come materiale da costruzione. Probabilmente dopo il 50-25 a.C. circa, il palazzo fu distrutto da un incendio a seguito del quale la struttura fu lasciata libera e abbandonata. Successivamente, la maggior parte dell'architettura ancora in piedi crollò a causa di un terremoto. Le due terrazze superiori sul ripido versante orientale e sud erano circondate da un muro conservatosi fino all’età moderna, alto circa 0,5 - 1,5 m, la ci altezza originale non è nota. Nella sua stanza di linea interna sono poste le fondamenta. Non è stato ancora chiarito lo strato e il rapporto d'epoca di queste mura con i due palazzi successivi (II e III).
Inoltre, un insediamento risalente all’età del rame si trova ai piedi sud-orientali del tumulo occidentale, Tell edh-Dhahab el-Gharbi, solo leggermente al di sopra del fiume Jabbok, al di sopra della linea di piena.